# Zweite Hand
Die Zweite Hand war ein Anzeigenblatt und ein Online-Portal für Kleinanzeigen. Das Blatt wurde 1983 für den West-Berliner Raum gegründet. Ab 2007 war es eine hundertprozentige Tochter der Berliner Tageszeitung Der Tagesspiegel und erschien zeitweilig dreimal wöchentlich. Daneben gab es auch weitere Zeitschriften wie Biker Börse, Immobilien oder Berlin 030. Zum 31. Oktober 2013 wurde die Printausgabe eingestellt.
Das Online-Portal wurde ab Oktober 2009 von Quoka betrieben. Im April 2016 wurde Quoka von eBay Kleinanzeigen abgelöst. Zum Jahresende 2021 wurde die Website abgeschaltet.